# Сіллонський хрест
Сіллонський хрест (корн. Baner Syllan) — унітарний державний прапор, створений у 2002 році для островів Сіллі, Велика Британія. Прапор був розроблений Scilly News і отримав позитивну підтримку читачів під час всенародного голосування, що призвело до офіційної реєстрації в Інституті прапорів як офіційного прапора островів.
Дизайн прапора складається з білого хреста на помаранчево-блакитному тлі з п'ятьма білими зірками у правому верхньому кантоні. Кожна частина дизайну символізує важливий елемент для островів Сіллі: верхній помаранчевий колір символізує помаранчеві заходи сонця, якими відомі острови; нижній синій колір символізує навколишнє море, що оточує острови; а зірки — розташування островів.
Варіанти дизайну прапора, винесені на опитування Scilly News 2002 року

Переможець (+60 балів)
Друге місце (+17 балів)
Третє місце (+5 балів)
Четверте місце (+2 бали)
П'яте місце (-4 бали)
Шосте місце (-6 балів)
Сьоме місце (-7 балів)
Восьме місце (-11 балів)
Дев'яте місце (-16 балів)